# 二神光
二神 光（ふたがみ ひかる、1990年〈平成2年〉10月23日 - 2024年〈令和6年〉9月5日）は、日本の俳優、演出家、ナレーター。J-CLIP所属。

## 略歴
2024年9月5日、横浜市中区本牧町の市道で乗っていたバイクが転倒し、道路脇の電柱や車止めに衝突した事故で頭部と上半身を強く打ち、搬送先の病院で死去した。33歳没。

## 人物
趣味にギターやバイク、料理を挙げている。また、殺陣を趣味ならび特技の一環として挙げている。

## 出演

### テレビドラマ
- レッドアイズ 監視捜査班
- 24 JAPAN
- 相棒19
- 大河ドラマ（NHK）
  - 西郷どん（2018年） - 久坂玄瑞 役
- 未解決事件 追跡プロジェクト 埋もれた情報 動き出した事件
- アタシんちの男子
- 最後の約束
- 新撰組異聞PEACE MAKER - 新撰組隊士 役
- 駅弁刑事・神保徳之助11 - 従業員 役
- ルーズヴェルト・ゲーム - 野球部員 役
- 今夜すきやきだよ - さとる 役
- リーガルV〜元弁護士・小鳥遊翔子〜
- 特命おばさん検事 花村絢乃の事件ファイル2
- 引き抜き屋 〜ヘッドハンターの流儀〜

### 映画
- JOINT
- 愚行録
- 恋する歯車
- ねこタクシー
- ドラレコ霊

### 舞台
- 他愛がねえ！
- 今日、なんかあるぜ
- 蛮からもん
- 今月もやるか
- 優希の鐘
- ハルジオン
- 南の島に雪が降る
- カフェオレ

### CM
- JR九州
- スクエアジャパン
- スマートフォレスト
- 理研ノンオイルドレッシング
- au iphone
- ファンケル洗顔パウダー
- 三菱冷蔵庫
- 東京ディズニーシー
- 西武鉄道
- 三菱冷蔵庫
- 日清 ラ王冷やし中華